# Élections législatives de 2007 dans le Territoire de Belfort
Les élections législatives françaises de 2007 se déroulent les 10 et 17 juin 2007. Dans le département du Territoire de Belfort, deux députés sont à élire dans le cadre de deux circonscriptions.

## Élus
| Circonscription | Député sortant   | Parti | Parti | Député élu ou réélu | Parti | Parti |
| --------------- | ---------------- | ----- | ----- | ------------------- | ----- | ----- |
| 1re             | Damien Meslot    |       | UMP   | Damien Meslot       |       | UMP   |
| 2e              | Michel Zumkeller |       | UMP   | Michel Zumkeller    |       | UMP   |

## Résultats

### Résultats à l'échelle du département
| Parti                                                     | Parti                             | Premier tour | Premier tour | Second tour | Second tour | Sièges |
| Parti                                                     | Parti                             | Voix         | %            | Voix        | %           | Sièges |
| --------------------------------------------------------- | --------------------------------- | ------------ | ------------ | ----------- | ----------- | ------ |
|                                                           | Union pour un mouvement populaire | 26 424       | 46,54        | 32 179      | 56,54       | 2      |
|                                                           | Mouvement pour la France          | 552          | 0,97         |             |             | 0      |
|                                                           | Majorité présidentielle           | 26 976       | 47,51        | 32 179      | 56,54       | 2      |
|                                                           |                                   |              |              |             |             |        |
|                                                           | Parti socialiste                  | 8 829        | 15,55        | 11 612      | 20,40       | 0      |
|                                                           | Mouvement républicain et citoyen  | 7 467        | 13,15        | 13 119      | 23,05       | 0      |
|                                                           | Les Verts                         | 2 243        | 3,95         |             |             | 0      |
|                                                           | Parti communiste français         | 946          | 1,67         | 0           |             |        |
|                                                           | Gauche parlementaire              | 19 485       | 34,31        | 24 731      | 43,46       | 0      |
|                                                           |                                   |              |              |             |             |        |
|                                                           | UDF–Mouvement démocrate           | 3 673        | 6,47         |             |             | 0      |
|                                                           | Front national                    | 2 785        | 4,90         | 0           |             |        |
|                                                           | Extrême gauche dont LCR, LO et PT | 2 245        | 3,95         | 0           |             |        |
|                                                           | Divers                            | 787          | 1,39         | 0           |             |        |
|                                                           | Divers écologiste dont MÉI et GÉ  | 464          | 0,82         | 0           |             |        |
|                                                           | Mouvement national républicain    | 368          | 0,65         | 0           |             |        |
|                                                           |                                   |              |              |             |             |        |
| Inscrits                                                  | Inscrits                          | 94 225       | 100,00       | 94 229      | 100,00      | 2      |
| Abstentions                                               | Abstentions                       | 36 155       | 38,37        | 34 576      | 36,69       |        |
| Votants                                                   | Votants                           | 58 070       | 61,63        | 59 653      | 63,31       |        |
| Blancs et nuls                                            | Blancs et nuls                    | 1 287        | 2,22         | 2 743       | 4,6         |        |
| Exprimés                                                  | Exprimés                          | 56 783       | 97,78        | 56 910      | 95,4        |        |
| Source : Ministère de l'Intérieur - Territoire de Belfort |                                   |              |              |             |             |        |

### Résultats par circonscription

#### Première circonscription (Belfort-Sud)
| Candidat       | Candidat                    | Parti          | Premier tour | Premier tour | Second tour | Second tour |  |
| Candidat       | Candidat                    | Parti          | Voix         | %            | Voix        | %           |  |
| -------------- | --------------------------- | -------------- | ------------ | ------------ | ----------- | ----------- |  |
|                | Damien Meslot sortant réélu | UMP            | 14 044       | 49,99        | 16 478      | 58,66       |  |
|                | Anne-Marie Forcinal         | PS             | 6 748        | 24,02        | 11 612      | 41,34       |  |
|                | Christophe Grudler          | UDF–MoDem      | 2 435        | 8,67         |             |             |  |
|                | Robert Sennerich            | FN             | 1 297        | 4,62         |             |             |  |
|                | Anny Morel-Grunblatt        | Les Verts      | 964          | 3,43         |             |             |  |
|                | Elisabeth Adalla            | LCR            | 695          | 2,47         |             |             |  |
|                | Marie-France Couqueberg     | PCF            | 509          | 1,81         |             |             |  |
|                | Christiane Petitot          | LO             | 314          | 1,12         |             |             |  |
|                | Christophe Devillers        | MPF            | 277          | 0,99         |             |             |  |
|                | Philippe Freyburger         | GÉ             | 239          | 0,85         |             |             |  |
|                | Mustapha Lounès             | Divers         | 238          | 0,85         |             |             |  |
|                | Philippe Moro               | Divers         | 174          | 0,62         |             |             |  |
|                | Pascal Richard              | MNR            | 160          | 0,57         |             |             |  |
|                |                             |                |              |              |             |             |  |
| Inscrits       | Inscrits                    | Inscrits       | 46 738       | 100,00       | 46 745      | 100,00      |  |
| Abstentions    | Abstentions                 | Abstentions    | 18 041       | 38,6         | 17 468      | 37,37       |  |
| Votants        | Votants                     | Votants        | 28 697       | 61,4         | 29 277      | 62,63       |  |
| Blancs et nuls | Blancs et nuls              | Blancs et nuls | 603          | 2,1          | 1 187       | 4,05        |  |
| Exprimés       | Exprimés                    | Exprimés       | 28 094       | 97,9         | 28 090      | 95,95       |  |

#### Deuxième circonscription (Belfort-Nord)
| Candidat                     | Candidat                       | Parti          | Premier tour | Premier tour | Second tour | Second tour |  |
| Candidat                     | Candidat                       | Parti          | Voix         | %            | Voix        | %           |  |
| ---------------------------- | ------------------------------ | -------------- | ------------ | ------------ | ----------- | ----------- |  |
|                              | Michel Zumkeller sortant réélu | UMP            | 12 380       | 43,15        | 15 701      | 54,48       |  |
|                              | Jean-Pierre Chevènement        | MRC            | 7 467        | 26,03        | 13 119      | 45,52       |  |
|                              | Alain Dreyfus-Schmidt          | PS             | 2 081        | 7,25         |             |             |  |
|                              | Sylvianne Schott               | FN             | 1 488        | 5,19         |             |             |  |
|                              | Jean Siron                     | Les Verts      | 1 279        | 4,46         |             |             |  |
|                              | Sébastien Astorga              | UDF–MoDem      | 1 238        | 4,32         |             |             |  |
|                              | Marie-Christine Welfele        | LCR            | 650          | 2,27         |             |             |  |
|                              | Jean-Marie Pheulpin            | LO             | 456          | 1,59         |             |             |  |
|                              | Bertrand Chevalier             | PCF            | 437          | 1,52         |             |             |  |
|                              | Bouabdallah Kiouas             | Divers         | 375          | 1,31         |             |             |  |
|                              | Jacques Mayer                  | MPF            | 275          | 0,96         |             |             |  |
|                              | Catherine Lutz                 | MÉI            | 225          | 0,78         |             |             |  |
|                              | Jacques Forêt                  | MNR            | 208          | 0,73         |             |             |  |
|                              | Jacques Meyer                  | PT             | 130          | 0,45         |             |             |  |
|                              |                                |                |              |              |             |             |  |
| Inscrits                     | Inscrits                       | Inscrits       | 47 487       | 100,00       | 47 484      | 100,00      |  |
| Abstentions                  | Abstentions                    | Abstentions    | 18 114       | 38,15        | 17 108      | 36,03       |  |
| Votants                      | Votants                        | Votants        | 29 373       | 61,85        | 30 376      | 63,97       |  |
| Blancs et nuls               | Blancs et nuls                 | Blancs et nuls | 684          | 2,33         | 1 556       | 5,12        |  |
| Exprimés                     | Exprimés                       | Exprimés       | 28 689       | 97,67        | 28 820      | 94,88       |  |
| Source : Assemblée nationale |                                |                |              |              |             |             |  |